# Полленфельд
Полленфельд (нім. Pollenfeld) — громада в Німеччині, розташована в землі Баварія. Підпорядковується адміністративному округу Верхня Баварія. Входить до складу району Айхштет. Складова частина об'єднання громад Айхштет.
Площа — 45,66 км2. Населення становить 2979 ос. (станом на 31 грудня 2020).